# Marcin Bosak

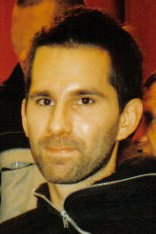
Marcin Bosak, 2007

Marcin Bosak (* 9. September 1979 in Łódź) ist ein polnischer Theater- und Filmschauspieler.
Marcin Bosak ist seit Mitte der 1990er Jahre als Filmschauspieler tätig. 2003 schloss er sein Schauspielstudium an der Theaterakademie Warschau ab. Seit jenem Jahr spielt er in der Seifenoper M jak miłość als Kamil Gryc mit. In den 2000er Jahren war er vermehrt als Theaterdarsteller aktiv. 2009 spielte er  Józef Poniekiewski im Drama Absturz über Gibraltar. 2012 trat er dem Studio-Theater in Warschau bei. 2020 war er Teilnehmer der polnischen Version von Strictly Come Dancing.
Marcin Bosak ist seit dem Jahr 2020 mit der Schauspielerin Maria Dębska verheiratet, Kennengelernt hatte sich das Paar am Warschauer Studio-Theater.

## Filmografie (Auswahl)
- 1995: Z piosenką przez Belweder
- 1999: Czy można się przysiąść
- Seit 2003: M jak miłość (Fernsehserie)
- 2003–2016: Na dobre i na zle (Fernsehserie, 10 Folgen)
- 2004: Pręgi
- 2007: Ekipa
- 2008–2009: Londynczycy (Fernsehserie, 16 Folgen)
- 2009: Absturz über Gibraltar (Generał – zamach na Gibraltarze)
- 2010: Ciacho
- 2011: In Darkness (W ciemności)
- 2017: Die Spur (Pokot)
- 2021: Mr. Zygielbojm
- 2021: Im Sumpf (Rojst)